# Hakhana
La hakhana (hébreu : הכנה « préparation » ; plur. hakhanot) désigne quatre lois du judaïsme rabbinique, toutes tirées d’Exode 16:5 :
- la hazmana, préparation lors d’un jour profane (hébreu : יום חול yom ḥol), d’ingrédients à l’alimentation pour le shabbat ou les jours saints (hébreu : יום טוב yom tov)
- la hakhana deRabba, une « préparation par le ciel » (hakhana bidei shamayim) formulée par Rabba bar Nahmani pour expliquer qu’un œuf pondu un dimanche férié a en réalité été achevé à shabbat, et qu’il doit être interdit à la consommation en ce jour parce que « le profane prépare au shabbat, et le profane prépare au jour saint, et le jour saint ne prépare pas au shabbat, et le shabbat ne prépare pas au jour saint » (Talmud de Babylone, traité Beitsa, 2b)
- la hakhana materet, préparation d’un aliment ou d’un outil pour leur usage lors d’un jour non-profane, sans quoi ils ont le staut de mouktse
- la mitsvat hakhana, obligation de se préparer activement à la venue du shabbat ou d’un jour saint.